# Propriété Juillard
Pour les articles homonymes, voir Juillard.
La propriété Juillard, est une maison, protégée des monuments historiques, située à Maisons-Laffitte, dans le département français des Yvelines.

## Localisation
Le pavillon est situé au 8 avenue de Wagram, à Maisons-Laffitte.

## Historique
La propriété est inscrite au titre des monuments historiques en 1981.